# Ith

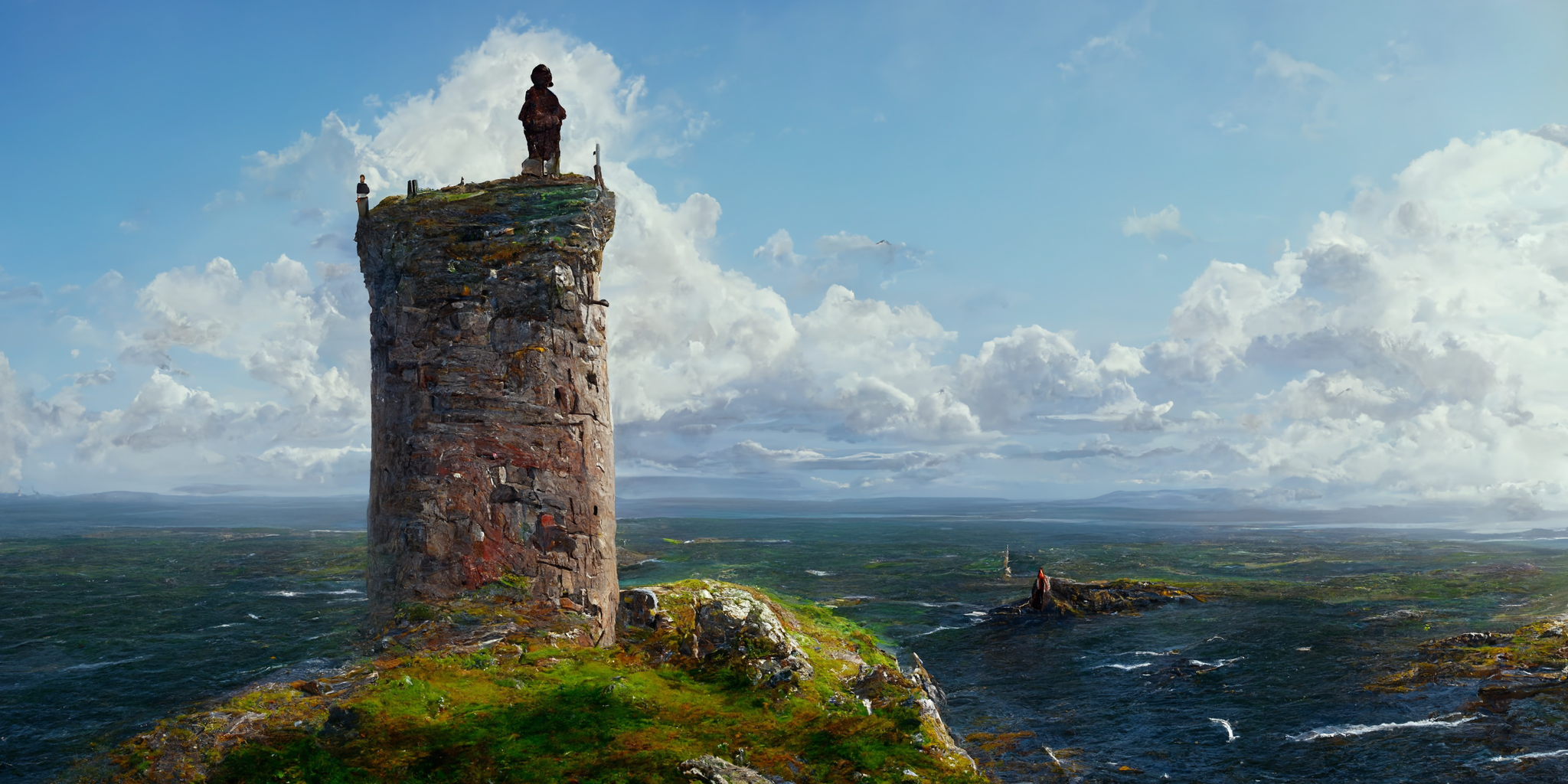
Ite.

No Livro das conquistas de Irlanda, Ith é um dos dez filhos do caudilho celta Breogán, esposo de Bron e pai de Lugai; da estirpe dos gaedil. Desde criança sonhava que havia uma terra para Norte de Brigantia. Quando é maior, já um sábio e valoroso guerreiro, alcança a ver, desde a torre de Brigantia, umas terras além das ilhas Cassitérides.
Ith parte com três barcos e trinta homens para as terras que viu, com o conselho de Breogám de que não deve descer do cavalo enquanto durar a viagem. Faz escala nas ilhas Cassitérides, onde alguns amigos se unem à expedição. Após afrontar muitos perigos, chega por fim às terras a que se dirigía, que chama Eirin (Irlanda), que resultam ser verdes e húmidas como o reino do seu pai.
A expedição encontra-se com uma terrível guerra fratricida entre três irmãos: Mac Cuill, Mac Grené e Mac Crech pela sucessão do trono do pai deles, Neith. Mac Cuill tinha bem decidido que ele deixaria as armas pelo bem do povo, mas os outros dois irmãos pareciam ser mais ambiciosos do que ele e não estavam dispostos a partilharem o trono.
Ith decide ajudar Mac Cuill, e vai com ele até à fortaleza de Aleich. Ali são atacados e vencem. Depois disto, convocam os outros dois irmãos, que aceitam reunirem-se. Mac Cuill manda falar Ith, quem é tomado com hostilidade pelos outros irmãos. Ith, sem desmontar do cavalo, dá-lhes ideias aos irmãos, pedindo-lhes que acabe a guerra e que dividam o reino ou reinem juntos. Porém, enquanto Ith falava, Mac Grené tentava pôr de acordo a Mac Crech para expulsar os "brigantes", pois achava que os estrangeiros só querian que os irmãos depuseram as armas para ficarem facilmente com o país. No entanto, Mac Crech prefiria esperar a que se desenvolvessem os acontecimentos.
Depois de a reunião ter acabado, juntaram-se os três irmãos. Agora Mac Grené tentava convencer também Mac Cuill de expulsar os estrangeiros, expondo todo o tipo de motivos. Ith, que suspeitava que os três irmãos estavam conspirando contra ele, decidiu ir-se embora essa mesma noite.
Mas, já naquela altura Mac Grené tinha conseguido convencer os seus irmãos, e os três decidiram ir matar Ith. A expedição brigante foi emboscada enquanto marchava para a costa, sendo o alvo dos irmãos o líder, Ith. Tal foi a surpresa, que Ith foi derrubado do cavalo. O seu pai tinha-lhe dado o conselho de não descer do cavalo, mas ainda que não o tivesse feito voluntariamente, agora já não estava montado. Fora do cavalo, Ith foi assassinado. Ao fazê-lo, os irmãos foram-se dali, deixando atrás os brigantes.
O filho de Ith e os seus amigos decidiram vingá-lo, mas pensaram que era pertinente levar o seu corpo a Brigantia. Cumprindo com o conselho de Breogán, montaram-no no cavalo para levá-lo assim toda a viagem. Então, zarparam com o corpo de Ith de volta para Brigantia.
Ali, Breogán despediu con tristeza, como todo o seu povo, o filho Ith, após ter-lhe dado os tradicionais ritos funerários. Breogán prometeu vingança, e decidiu então invadir Eirin, nesta vez levando trinta e quatro barcos, um por cada chefe brigante, levando cada um soldados e mesmo mulheres e crianças, para se estabelecerem ali.